# 9月3日 (旧暦)
旧暦9月3日（きゅうれきくがつみっか）は旧暦9月の3日目である。六曜は大安である。

## できごと
- 中平6年（ユリウス暦189年9月30日） - 後漢の都・洛陽を占領した董卓が少帝弁を廃し献帝を擁立
- 天平12年（ユリウス暦740年9月28日） - 藤原広嗣の乱。大宰少弐藤原広嗣が、政権から吉備真備らを除こうとして筑紫で叛乱。2か月後に平定され吉備真備は左遷に
- 文治5年（ユリウス暦1189年10月14日） - 源頼朝が奥州平泉に来攻。藤原泰衡は逃走中に家臣に殺され、奥州藤原氏が滅亡。
- 宝暦8年（グレゴリオ暦1758年10月4日） - 徳川家重の側用人・田沼意次が加増で1万石の大名になり幕閣入り
- 安政5年（グレゴリオ暦1858年10月9日） - 日仏修好通商条約調印

## 誕生日
- 延喜12年（ユリウス暦912年10月15日） - 良源、天台宗中興の祖（+ 985年）
- 応保元年（ユリウス暦1161年9月23日） - 高倉天皇、80代天皇（+ 1181年）
- 天正11年（グレゴリオ暦1583年10月18日） - 武田信吉、徳川家康の五男（+ 1603年）
- 延宝3年（グレゴリオ暦1675年10月21日） - 東山天皇、113代天皇（+ 1709年）
- 文化5年（グレゴリオ暦1808年10月22日） - 酒井忠良、伊勢崎藩主（+ 1834年）

## 忌日
- 弘安9年（ユリウス暦1286年9月22日） - 無学祖元、臨済宗の僧侶（* 1226年）
- 文保元年（ユリウス暦1317年10月8日） - 伏見天皇、92代天皇（* 1265年）
- 寛永9年（グレゴリオ暦1632年10月16日） - 浅野長晟、足守藩主、紀州藩主、広島藩主（* 1586年）